# Primera Batalla de Maryang San
La Primera Batalla de Maryang San (3−8 de octubre de 1951), también conocida como la Batalla Defensiva de Maliangshan (en chino simplificado, 马良山防御战; pinyin, Mǎliáng Shān Fángyù Zhàn), fue un enfrentamiento bélico de la guerra de Corea entre las fuerzas de las Naciones Unidas (ONU) -principalmente tropas australianas y británicas- y el Ejército Popular Voluntario de China comunista. La batalla tuvo lugar durante una limitada ofensiva de la ONU por parte del I Cuerpo de los EUA, de nombre clave Operación Comando. Esta ofensiva finalmente empujó a los chinos desde el río Imjin hasta la línea Jamestown y destruyó a cuatro ejércitos tras un duro combate. La mucho más pequeña batalla de Maryang Sang tuvo lugar en periodo de cinco días, y vio al 3.º Batallón, Regimiento Real Australiano (3 RAR) expulsar a una fuerza superior china de los importantes puntos tácticos de Kowang-San (Colina 355) y Maryang San (Colina 317), además de otras unidades de la 1.ª División de la Mancomunidad.

Utilizando tácticas desarrolladas por primera vez contra los japoneses en Nueva Guinea durante la Segunda Guerra Mundial, los australianos ganaron la ventaja del terreno alto y atacaron las posiciones chinas desde direcciones inesperadas. Después repelieron repetidamente los contraataques chinos que tenían como objetivo recapturar Maryang San, provocando fuertes bajas en ambos bandos hasta que los australianos finalmente fueron relevados por un batallón británico. Sin embargo, con las conversaciones de paz en curso, estas operaciones resultaron ser las últimas en la guerra de maniobras, la cual había durado los últimos dieciséis meses. Fue reemplazada por una guerra estática caracterizada por defensas estáticas similares a las del Frente Occidental en 1915-17. Un mes después, los chinos recapturaron Maryang San de manos de los británicos en una sangrienta lucha, y los aliados nunca más la recuperaron. Hoy en día la batalla es recordada como uno de los mayores logros del Ejército de Australia en la guerra.

## Antecedentes

### Situación militar
Luego de que el general Douglas MacArthur fuese dado de baja como Comandante en Jefe de las Fuerzas de las Naciones Unidas en Corea, fue reemplazado por Matthew B. Ridgway. A consecuencia de esto, el 14 de abril de 1951, el general James Van Fleet reemplazó a Ridgway como el comandante del Octavo ejército de los EUA y las fuerzas de las Naciones Unidas en Corea. La Ofensiva de Primavera de China durante abril y mayo de 1951 terminó con su derrota, mientras que en los siguientes dos meses de operaciones esporádicas a mediados de junio y en agosto, la guerra entró en una nueva fase, haciendo que Van Fleet regrese a la ofensiva. En julio las líneas Kansas y Wyoming fueron reforzadas, mientras que una ofensiva limitada en el sector este-centro a mediados de agosto logró hacerse del terreno elevado en los alrededores del Punchbowl y Bloody Ridge durante la batalla de Bloody Ridge. En septiembre la ofensiva en este sector continuó, teniendo como objetivo el siguiente punto elevado al norte de Bloody Ridge, conocido como Heartbreak Ridge.
Mientras tanto, la organización de las fuerzas terrestres de la Mancomunidad Británica en Corea como parte del Comando de las Naciones Unidas había sufrido cambios considerables en los meses después de la Batalla del río Imjin y la Batalla de Kapyong a finales de abril de 1951. El 3 RAR había sido transferido de la 27.ª Brigada de Infantería Británica a la 28.ª Brigada de la Mancomunidad Británica cuando dicha formación partió hacia Hong Kong. Mientras tanto, luego de largas negociaciones entre los gobiernos de Australia, el Reino Unido, Canadá, India, Nueva Zelanda y Sudáfrica, se llegó a un acuerdo para establecer una formación integrada para poder incrementar la importancia política de su contribución, al igual que facilitar la solución de los problemas logísticos y operacionales a los que se enfrentaron los contingentes de la Mancomunidad.
La 1.ª División de la Mancomunidad fue formada el 28 de julio de 1951, e incluía la 25.ª Brigada de Infantería de Canadá, y las 28.ª y 29.ª Brigadas de Infantería Británicas bajo el mando del mayor general James Cassels, y formaba parte del I Cuerpo de los EUA. Desde su formación, la división había ocupado parte del sector occidental-central del frente de la ONU, aproximadamente a unos 48 kilómetros al norte de la capital Seúl. La 28.ª Brigada incluía a tres batallones de infantería - el 1.º Batalllón, King's Own Scottish Borderers (1 KOSB), el 1.º Batallón, King's Shropshire Light Infantry (1 KSLI) y el 3.º Batallón, Real Regimiento Australiano - bajo el mando del brigadier George Taylor. Durante este periodo, el 3 RAR fue comandado por el teniente coronel Francis Hassett. Las negociaciones de paz en Kaesong entre julio y septiembre llevaron a una pausa en la lucha y el 3 RAR llevó a cabo más que todo operaciones defensivas, ayudando a construir las defensas de la Línea Kansas al sur del río Imjin, al igual que operaciones de patrullaje intensivo en el sector norte. El batallón también utilizó el tempo operacional reducido como una oportunidad para entrenar a refuerzos. El periodo culminó en septiembre con un avance divisional limitado y casi sin oposición de 12 kilómetros al norte del Imjin hasta la línea Wyoming llamado Operación Minden.

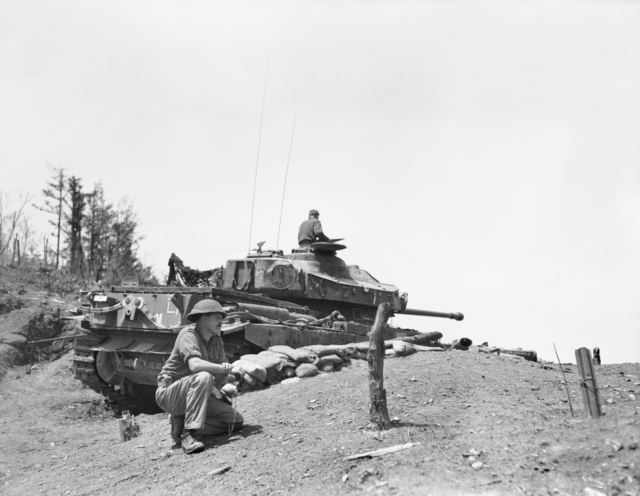
Un tanque Centurion británico similar a los utilizados en Maryang San.

## Preludio

### Fuerzas
A finales de septiembre y principios de octubre -incluso mientras seguían atacando Hearbreak Ridge- Van Fleet desarrolló un plan para una ofensiva limitada en la sección occidental, conocida como Operación Comando, para avanzar 10 kilómetros al norte del Paralelo 38 norte, con el objetivo de empujar más atrás a las fuerzas chinas y darle a las Naciones Unidas más poder en las negociaciones de una tregua que estaban teniendo lugar en Panmunjom. La Operation Commando estaba programada para el 3–5 de octubre de 1951 y el comandante del I Cuerpo de los EUA, el Teniente General John W. O'Daniel, conceptualizó las operaciones de manera que tres de las cuatro divisiones del Cuerpo avanzarían en un frente amplio junto con la 25.º División de Infantería de los EUA en el flanco izquierdo del cercano IX Cuerpo de los EUA, capturando así una nueva línea denominada Línea Jamestown. Las divisiones que serían utilizadas en el avance incluían a la 1.ª División de la Mancomunidad, la 1.ª División de Caballería de los EUA y la 9.ª División de Corea del Sur. La 1.ª División de Corea del Sur se mantendría en su posición en el flanco izquierdo.
En el sector ocupado por la 1.ª División de la Mancomunidad, las fuerzas de China comunista estaba atrincheradas en un grupo de colinas sobre el río Imjin. La división se encontraba frente a 6.000 tropas de la 191.ª División china, 64.º Ejército, bajo el mando de Xie Zhengrong. Las fuerzas chinas estaban divididas en tres regimientos de unos 2.000 hombres cada uno, con dos regimientos bien atrincherados y bien preparados en posiciones defensivas con protección aérea, y un tercer regimiento de apoyo. La 28.ª Brigada se enfrentó a uno de los dos regimientos atrincherados -el 571.º- el cual estaba desplegado en Colina 355, un segundo batallón entre las Colinas 217 y 317, y un tercer batallón en reserva en el oeste.
La tarea encomendada a la fuerza de la Mancomunidad Británica era la de capturar estas posiciones con el objetivo de avanzar la línea desde el flanco sur del Imjin a una línea de colinas en el norte, en total un objetivo que cubría más de 15 kilómetros. Los objetivos principales del avance serían la captura de Kowang-San (Colina 355) y Maryang San (Colina 317) y la tarea de capturar estas posiciones fue encomendada a la 28.ª Brigada de la Mancomunidad Británica, con esta formación cargando con la responsabilidad de gran parte de la lucha. Cassels planeaba capturar la Línea Jamestown en tres fases. En la primera fase, fijada para el 3 de octubre, la 28.º Brigada capturaría Colina 355 en el sector central este. Durante la segunda fase, el 4 de octubre, la 25.ª Brigada asaltaría los dos puntos de la Colina 187 y la sierra al suroeste que llegaba hasta el río Samichon. Finalmente, durante la tercera fase, planeada para el 5 de octubre, la 28.ª Brigada capturaría las Colinas 217 y 317. De esta manera, el grueso de la división se concentraría en el flanco derecho, que sería aguantado por la 28.ª Brigada; mientras tanto, la 25.ª Brigada aguantaría el flanco izquierdo y la 29.ª Brigada se mantendría en reserva mientras proveería un batallón a cada una de las otras brigadas como refuerzos.
Kowang-San sería asaltada durante la primera fase por el 1 KOSB con los 1 KSLI y el 3 RAR dando apoyo, mientras que Maryang San sería tomada en la tercera fase de la operación por el 3 RAR y el Regimiento n.º 5 de Infantería de Northumberland (1 RNF), los cuales estaban bajo el mando de la 29.º Brigada durante la Operación Comando. Hubo una minuciosa planificación y reconocimiento en la semana antes del inicio de la operación y Taylor enfatizó el uso de fuego indirecto, apoyo aéreo y tácticas de infiltración para limitar las bajas, al igual que la explotación de puntos débiles en las defensas chinas. En apoyo directo de la Brigada estaba el 16.º Regimiento de Camp, Real Artillería de Nueva Zelanda con sus cañones de 3,45 pulgadas de 25 libras, además de elementos divisionales y del cuerpo que incluían morteros de 4,2 pulgadas, obuses de 3 pulgadas y artillería pesada de 155 mm; en total más de 120 cañones y morteros. También en función de apoyo había dos escuadrones de tanques centuriones del 8.º de Húsares Reales Irlandeses.

## Operaciones preliminares
Dado el principal objetivo de capturar la Colina 317, Hassett estudió sus opciones por aire y tierra. Dos intentos anteriores de capturar Maryang San por parte de tropas estadounidenses no habían sido exitosos. No obstante, utilizando tácticas desarrolladas por primera vez contra los japoneses en Nueva Guinea durante la Segunda Guerra Mundial, que implicaban desplazarse velozmente a lo largo de las cimas de las colinas, pretendía ganar la ventaja de las posiciones altas, al mismo tiempo que utilizaría la cobertura que le ofrecía la vegetación y la facilidad de movimiento sobre las crestas para poder asaltar las posiciones chinas desde direcciones inesperadas. Al mismo tiempo, los defensores chinos en Maryang San también estaban probando una nueva táctica llamada "defensa móvil posicional", en la cual solo unidades pequeñas estaban posicionadas en las colinas para desgastar a los atacantes de la ONU, mientras que el grueso de los defensores chinos después contraatacarían antes de que las fuerzas de la ONU pudieran consolidarse en sus posiciones recientemente capturadas.
No obstante, en la primera fase de la operación se le encomendó a los australianos capturar un puesto de avanzada chino en Colina 199 para permitir a los tanques y ametralladoras medianas proveer fuego directo sobre las laderas norte y este de la Colina 355 para apoyar un ataque de los Fronterizos desde el sureste. De igual manera, los Shropshires asaltaría y capturarían Colina 208. Por último, dos días antes del inicio de la Operación Comando, la 28.ª Brigada cruzó el río Imjin para acomodarse detrás de la 25.ª Brigada el 1.º de octubre. Al día siguiente la 3 RAR, menos la Compañía D, y los Fronterizos avanzaron cuidadosamente a sus puntos de encuentro, listos para avanzar a la mañana siguiente. La Compañía C avanzó a una posición a unos 1.500 metros al frente de las posiciones canadienses, al noreste de la Colina 355. La Compañía B estaba en la retaguardia a 200 metros. En la tarde la Compañía C fue objeto de un fuerte bombardeo de morteros, perdiendo a un soldado y quedando herido otro. La Compañía D Company—bajo el mando del mayor Basil Hardiman—fue separada de la 25.ª Brigada para reforzar su extendido frente, y no estaría disponible hasta la tarde del 3 de octubre.

## La batalla

### Captura de la Colina 199, 3 de octubre de 1951
A las 3:00 del 3 de octubre, la Compañía B del 3 RAR se desplazó 2000 metros hacia el norte en dirección de la Colina 199, cruzando el valle abierto bajo la cubierta de la oscuridad y una espesa niebla. La Compañía A luego se movió detrás de la Compañía C. El fuego de artillería y de mortero se concentró sobre las posiciones conocidas de la artillería china con fuego contra-batería antes del amanecer, antes de pasar a apoyar a los Fronterizos en su asalto a la Colina 355. Simultáneamente, los Shropshires estaban asaltando Colina 208 y con el apoyo del Escuadrón A del 8.º de Húsares Reales Irlandeses llegaron a las posiciones sin oposición para las 06:00. Para las 08:00, la Compañía B había conseguido la tierra elevada en el norte y luego procedió a patrullar la corta distancia al oeste del objetivo que luego fue capturado con tres heridos; cinco chinos murieron y uno fue capturado. Para la mitad de la mañana, tanto los Shropshires como los australianos habían capturado con éxito sus objetivos.
Esperando un contraataque, los australianos en la Colina 199 comenzaron a atrincherarse, pero finalmente no ocurrió ningún ataque. La Compañía D luego regresó y fue asignada a una posición entre la Compañía C y los Fronterizos. Tanto la Compañía C como la B fueron bombardeadas con artillería durante el día, resultando en dos heridos. A las 10:00 la Compañía A -mandada por el capitán Jim Shelton- se hizo cargo de la defensa de la Colina 199, y la Compañía B fue puesta como reserva detrás de la Compañía A. Según el plan una tropa de tanques Centurion y una sección de ametralladoras medianas luego fueron trasladados a la Colina 199 y comenzaron a dirigir su fuego sobre la cuesta norte de la Colina 355 en apoyo de los Fronterizos. Mientras tanto, a las 07:15, luego de preparar la artillería y el fuego de mortero, las compañías británicas que lideraban el asalto comenzaron a avanzar sobre la Colina 355. No obstante, con los chinos esperando un asalto de esa dirección, los movimientos británicos iniciales se enfrentaron a una dura resistencia y los Fronterizos se vieron obligados a replegarse y reorganizarse. A las 14:15 un segundo asalto alcanzó los objetivos en la parte baja de la cuesta, y estos avances fueron consolidados para el final del día.
Para ese entonces el ataque ya estaba retrasado. Los Fronterizos todavía estaban a más de 1000 metros de su objetivo final, y con la testaruda resistencia que encontraron durante la fase inicial, la Colina 355 no sería asegurada sino hasta la tarde del 4 de octubre. El asalto estaba siendo retrasado por dos posiciones en la cuesta de la colina 355 -conocida como Colina 220- desde la cual los chinos mantenían al flanco británico en enfilado. La Compañía C de la 3 RAR luego sería separada para asistir con el ataque sobre Kowang-San la mañana siguiente, con los australianos recibiendo la tarea de flanquear a las defensas chinas y capturar esta posición. Un fuerte fuego de artillería chino también había retrasado el progreso con más de 2.500 rondas cayendo sobre el área de la 28.ª Brigada en las 24 horas previas, aunque este total se vio insignifcante con el fuego de artillería disparado a través del frente de la brigada, el cual incluía 22.324 rondas. En el flanco izquierdo de la división, el retraso también significó que el ataque canadiense planificado para las 06:00 del día siguiente en el sector de la 25.ª Brigada tuvo que ser pospuesto hasta las 11:00, debido a la constante necesidad de utilizar la artillería división en apoyo de la 28.ª Brigada.

### Captura de la Colina 220 y la caída de Kowang-San, 4 de octubre de 1951
El 4 de octubre, la Compañía C 3 RAR —bajo el mando del mayor Jack Gerke— atacó la estribación que iba desde el pico de la Colina 355, conocida como Colina 220.  Lanzando su ataque a las 09:00, los australianos rápidamente mataron o alejaron a los defensores antes de presionar colina arriba y destruir el resto de una compañía china. Al alcanzar sus objetivos a las 10:00, los australianos luego tomaron la ventaja de la iniciativa que habían conseguido hasta entonces, empujando a un pelotón hacia la cima de la Colina 355. En medio de una dura pelea, los australianos barrieron con las pendientes orientales de Kowang-San hasta las 12:00, pese a no haber recibido órdenes para hacerlo. Trece chinos murieron y tres fueron capturaron en la batalla, mientras que las bajas australianas incluían 11 heridos, uno de los cuales falleció posteriormente. Gerke luego recibió la Orden del Servicio Distinguido (DSO) por su liderazgo. La Compañía C se replegó a la retaguardia de la posición del 3 RAR y fue reemplazada por la Compañía D, la cual ocupó la posición de la Compañía A a 500 metros de la Colina 199. Mientras tanto, liderados por un gaitero, los Fronterizos realizaron un asalto simultáneo a la cara occidental de Kowang-San, y por miedo a quedar atrapados entre dos ataques, los defensores chinos abandonaron la Colina 355, retirándose hacia el noroeste bajo intenso fuego indirecto.

## Citas
1. ↑  O'Neill, 1985, p. 132.
2. 1 2  O'Neill, 1985, p. 165.
3. 1 2 3  O'Neill, 1985, p. 166.
4. 1 2  Grey, 1988, pp. 192–195.
5. ↑  Grey, 1988, p. 135.
6. 1 2  Coulthard-Clark, 2001, p. 266.
7. 1 2  Kuring, 2004, p. 238.
8. 1 2 3  Horner, 2008, p. 72.
9. ↑  O'Neill, 1985, p. 181.
10. ↑  Hu y Ma, 1987, p. 89.
11. ↑  Chinese Military Science Academy, 2000, p. 120.
12. 1 2 3 4  O'Neill, 1985, p. 184.
13. ↑  O'Neill, 1985, pp. 183–184.
14. ↑  O'Neill, 1985, p. 183.
15. ↑  Malkasian, 2002, p. 151.
16. ↑  Zhang, 1995, p. 161.
17. 1 2  O'Neill, 1985, p. 185.
18. 1 2 3 4 5  Horner, 1990, p. 445.
19. 1 2 3  Breen, 1994, p. 21.
20. 1 2 3 4 5  Johnston, 2003, p. 165.
21. 1 2 3  Breen, 1994, p. 23.
22. ↑  Coulthard-Clark, 2001, p. 267.
23. 1 2 3  Horner, 1990, p. 446.
24. ↑  Breen, 1994, p. 114.